# Microdon cyaneiventris
Microdon cyaneiventris là một loài ruồi trong họ Ruồi giả ong (Syrphidae). Loài này được Macquart mô tả khoa học đầu tiên năm 1846. Microdon cyaneiventris phân bố ở vùng Tân Nhiệt đới